# 나누망가섬

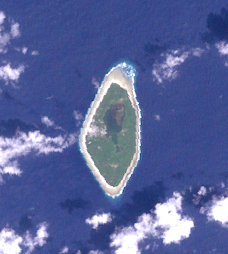
나누망가섬 위성사진

나누망가섬(Nanumanga) 또는 나누마가섬(Nanumaga)은 투발루의 섬으로, 면적은 3km2, 인구는 91명(2002년 기준)이다. 1986년 바다 속에 가라앉은 나누망가 동굴에서 선사시대 때 불을 사용했던 것으로 추정되는 터가 발견되었다.
4개 섬에는 석호 3개가 있고 가장 큰 석호는 바이아토아(Vaiatoa)라고 부른다. 홍수나 가뭄에도 강한 식물이 분포한다. 남북쪽으로 홀쭉한 타원형을 하고 있으며 최북단은 테카우파파미사키곶, 최남단은 테파파미사키곶이라고 부른다. 섬 서부에는 통가 마을(Tonga, 인구 308명)과 토켈라우 마을(Tokelau, 인구 281명)이 있다.